# Будённовское сельское поселение (Сальский район)
Будённовское сельское поселение — муниципальное образование в Сальском районе Ростовской области.
Административный центр поселения — посёлок Конезавод имени Будённого.

## Административное устройство
В состав Будённовского сельского поселения входят:
- посёлок Конезавод имени Будённого;
- посёлок 25 лет Военконезавода;
- посёлок Верхнеянинский;
- посёлок Манычстрой;
- посёлок Поливной;
- посёлок Сальский Беслан.

## Население
| 2010  | 2012  | 2013  | 2014  | 2015  | 2016  | 2017  |
| ----- | ----- | ----- | ----- | ----- | ----- | ----- |
| 3754  | →3754 | ↘3718 | ↘3681 | ↘3656 | ↘3631 | ↘3618 |
| 2018  | 2019  | 2020  | 2021  |       |       |       |
| ↘3578 | →3578 | ↘3537 | ↘3535 |       |       |       |